# Mouloudia Club d'Oran
Pour les articles homonymes, voir Mouloudia Club, MC Oran et MCO.
Le Mouloudia Club d'Oran (en arabe : نادي مولودية وهران) abrégé en MC Oran ou MCO, ou connu simplement sous le nom de Mouloudia d'Oran, est un club omnisports algérien fondé officiellement le 1er janvier 1917 à Oran, d'abord en tant que club de football.

## Historique

### Le Mouloudia Club musulman oranais (1917-1945)
Le 24 décembre 1916 est fondé le premier club musulman à Oran sous le nom du Mouloudia Club musulman oranais (MCM Oran). Le 1er janvier 1917, le club est déclaré officiellement. Son nom Mouloudia vient de la fête du Mouloud (la naissance du prophète Mahomet) : Mouloudia de Mawlid.
En 1924, il fusionne avec le Hamidia Club musulman oranais fondé en 1921 pour former le Mouloudia Hamidia Club musulman oranais (MHCM Oran).
En 1931, le club change de nom pour devenir le MC Oran.
En 1939 et avec le début de la Seconde Guerre mondiale, le club cesse toutes ses activités sportives et culturelles tout en gardant son agrément ouvert, jusqu'à la formation du Mouloudia Club oranais (MC Oran) en 1946, après la fin de la guerre mondiale en 1945.

### Le Mouloudia Club oranais (1946-présent)
Le Mouloudia Club d'Oran est formé le 14 mai 1946 par les anciens dirigeants et joueurs du Mouloudia Club musulman oranais après un gèle des activités sportives due à la Seconde Guerre mondiale entre 1939 et 1945.
Le Mouloudia Club oranais activera jusqu'en 1956 avec une interruption entre cette année-là et 1962 à la suite du mot d'ordre du FLN de ne plus participer aux compétitions dans le contexte de la Guerre d'Algérie.
En 1977, le ministère du Sport algérien introduit une réforme sportive. Les clubs sont pris en charge par les grandes sociétés appartenant à l'État et le Mouloudia Club oranais, géré par Naftal, devient semi professionnel et prend comme nouveau nom : Mouloudia des Pétroliers d'Oran. Cette année-là, plusieurs sections dans les disciplines du handball, basket-ball sont créées.
En 1989, les sociétés publiques algériennes se désistent des clubs, ainsi le Mouloudia prend le nom du Mouloudia Club d'Oran jusqu'à 2008 puis son nom historique du Mouloudia Club oranais jusqu'à nos jours.
24 ans plus tard, le 27 septembre 2012, Naftal signe officiellement un accord avec la Société sportive par actions du Mouloudia Club d'Oran (SSPA MCO) pour la participation de la société pétrolière dans le capital social de la SSPA MCO à hauteur de 75 %. Ce retour de la compagnie pétrolière nationale s'inscrit dans la relance du sport national algérien comme fut le cas dans les années 1970 avec la réforme sportive.

## Sections sportives
Le Mouloudia Club d'Oran comporte plusieurs sections sportives :
| Sections actuelles - Section athlétisme - Section cyclisme (détail) - Section football (détail) - Section handball (détail) - Section lutte | Sections anciennes - Section aviron - Section basket-ball (détail) - Section boxe - Section judo - Section karaté - Section natation - Section volley-ball |

### Section football
Palmarès :
- Championnat d'Algérie de football

Champion (4) : 1971, 1988, 1992, 1993
Vice-champion (9) : 1968, 1969, 1985, 1987, 1990, 1995, 1996, 1997, 2000
- Coupe d'Algérie de football

Vainqueur (4) : 1975, 1984, 1985, 1996
Finaliste (2) : 1998, 2002
- Coupe de la Ligue d'Algérie de football

Vainqueur (1) : 1996
Finaliste (1) : 2000
- Supercoupe d'Algérie

Finaliste (1) : 1992
- Ligue des champions de la CAF

Finaliste (1) : 1989
- Ligue des champions arabes

Finaliste (1) : 2001
- Coupe arabe des vainqueurs de coupe de football

Champion (2) : 1997, 1998
- Supercoupe arabe de football

Champion (1) : 1999

### Section basket-ball
Palmarès :
- Championnat d'Algérie de basket-ball

Champion : 1984
- Coupe d'Algérie de basket-ball

Vainqueur (1) : 1990
Finaliste (1) : 1991

### Section handball
Palmarès, :
- Championnat d'Algérie de handball

Champion (2) : 1983, 1992
- Coupe d'Algérie de handball

Vainqueur (2) : 1984, 1986
- Coupe d'Afrique des vainqueurs de coupe de handball

Champion (1) : 1987
Finaliste (1) : 1988
- Championnat arabe des clubs champions de handball

Champion (3) : 1983, 1984, 1988
Finaliste (1) : 1994
3e Place (1) : 1985
- Coupe d'Afrique des vainqueurs de coupe de handball féminin

Quatrième (1) : 1988
- Championnat d'Algérie de handball féminin

Champion (1) : 1987
- Coupe d'Algérie de handball féminin

Vainqueur (1) : 1987

### Historique des noms
Le Mouloudia Club d'Oran a connus plusieurs noms depuis sa création. Depuis 1989, le club retrouve son nom de fondation de 1946.
| Mouloudia Club musulman oranais |
| ------------------------------- |

| Mouloudia Hamidia Club musulman oranais |
| --------------------------------------- |

| Mouloudia Club oranais |
| ---------------------- |

| Mouloudia Club oranais |
| ---------------------- |

| Mouloudia Chaabia Ouahrania |
| --------------------------- |

| Mouloudia Club oranais |
| ---------------------- |

| Mouloudia des Pétroliers d'Oran |
| ------------------------------- |

| Mouloudia d'Oran |
| ---------------- |

| Mouloudia Club d'Oran |
| --------------------- |

| Mouloudia Club oranais |
| ---------------------- |

| Mouloudia Club d'Oran |
| --------------------- |

### Historique du logo

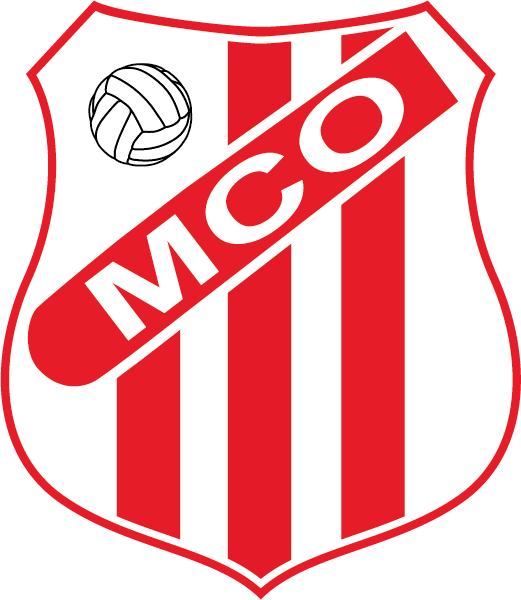
1975
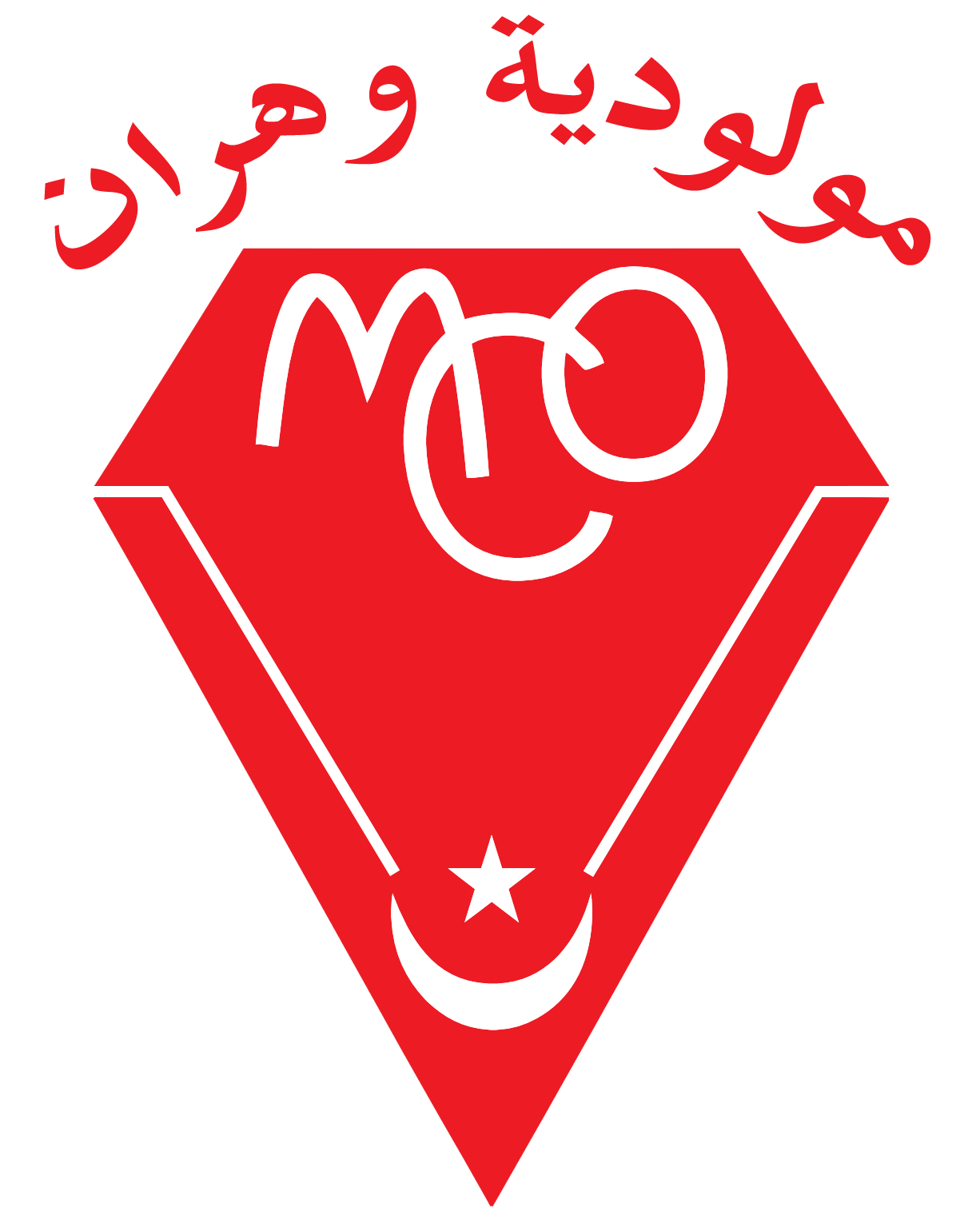
Années 2000

1946-1977
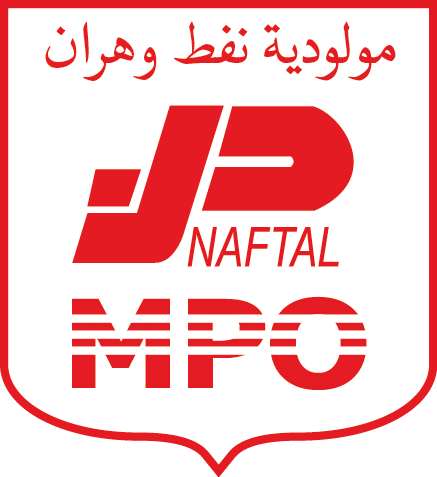
1983-1989
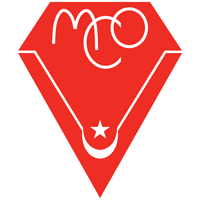
1990-2010
Années 2010